# Абель, Карл (политик)
Карл Август фон Абель (нем. Carl August von Abel; 17 августа 1788, Ветцлар — 3 августа 1859, Мюнхен) — баварский государственный деятель, министр иностранных дел Баварии (1837 — 1846)

## Биография
Карл Абель родился в Ветцларе, его отец был поверенным в суде; Карл получил образование в области права в университете Гисена в 1806-1809 годы и с 1810 года стал  гражданским комиссаром Баварии.
В 1817 году он был назначен на управленческий пост в Бамберге, в 1819 – членом правительственного совета в Мюнхене, в 1827 году назначен на пост старшего юридического секретаря Министерства Иностранных дел.
В 1831 году в парламенте он произнёс речь о свободе печати и против цензуры.
В 1832 году король Людвиг I включил его в состав делегации, сопровождающей молодого короля Оттона в Грецию.
Он разделил позицию Людвига фон Маурера, оппонента Йозефа Армансперга, который, по их мнению, был слишком лоялен к пожеланиям английских дипломатов.
Однако граф Армансперг смог, с помощью своих сторонников в Мюнхене, добиться исключения Абеля и Маурера после окончания существования Регентского совета.
Он снова занял должность старшего юридического секретаря Министерства Иностранных дел, в 1836 году он женился на Фридерике фон Ринекер, очень религиозной женщине, которая оказывала на него большое влияние.
1 ноября 1837 Абель стал Членом тайного совета вместо Людвига Армансперга и стал Министром Иностранных дел Баварии.
Произошедший в то время церковный конфликт взволновал религиозных и политических представителей.
В скором времени Министерство Иностранных дел, усилиями Абеля, стало католическим, следуя традициям короля Баварии Максимилиана I, статус католического духовенства был поднят.
Большие суммы из государственного бюджета были потрачены на нужды католической церкви, а Евангельская церковь столкнулась с препятствиями при совершении богослужений и с противодействием цензуры.